# Agrilus zhongdian
Agrilus zhongdian (лат.) — вид узкотелых жуков-златок.

## Распространение
Китай (Yunnan, Zhongdian).

## Описание
Длина тела взрослых насекомых (имаго) 5,8 — 7,9 мм. Отличаются следующими признаками: пронотальный диск плоский, ноги длинные, простернальная доля заметно выступает и субпараллельна, с острыми углами. Переднегрудь с воротничком. Боковой край переднеспинки цельный, гладкий. Глаза крупные, почти соприкасаются с переднеспинкой. Личинки развиваются, предположительно, на различных лиственных деревьях. Встречаются в июне на высотах до 3600 м. Вид был впервые описан в 2009 году, а его валидный статус подтверждён в 2011 году в ходе ревизии, проведённой канадскими колеоптерологами Эдвардом Йендеком (Eduard Jendek) и Василием Гребенниковым (Оттава, Канада).